# Dominique Hasler

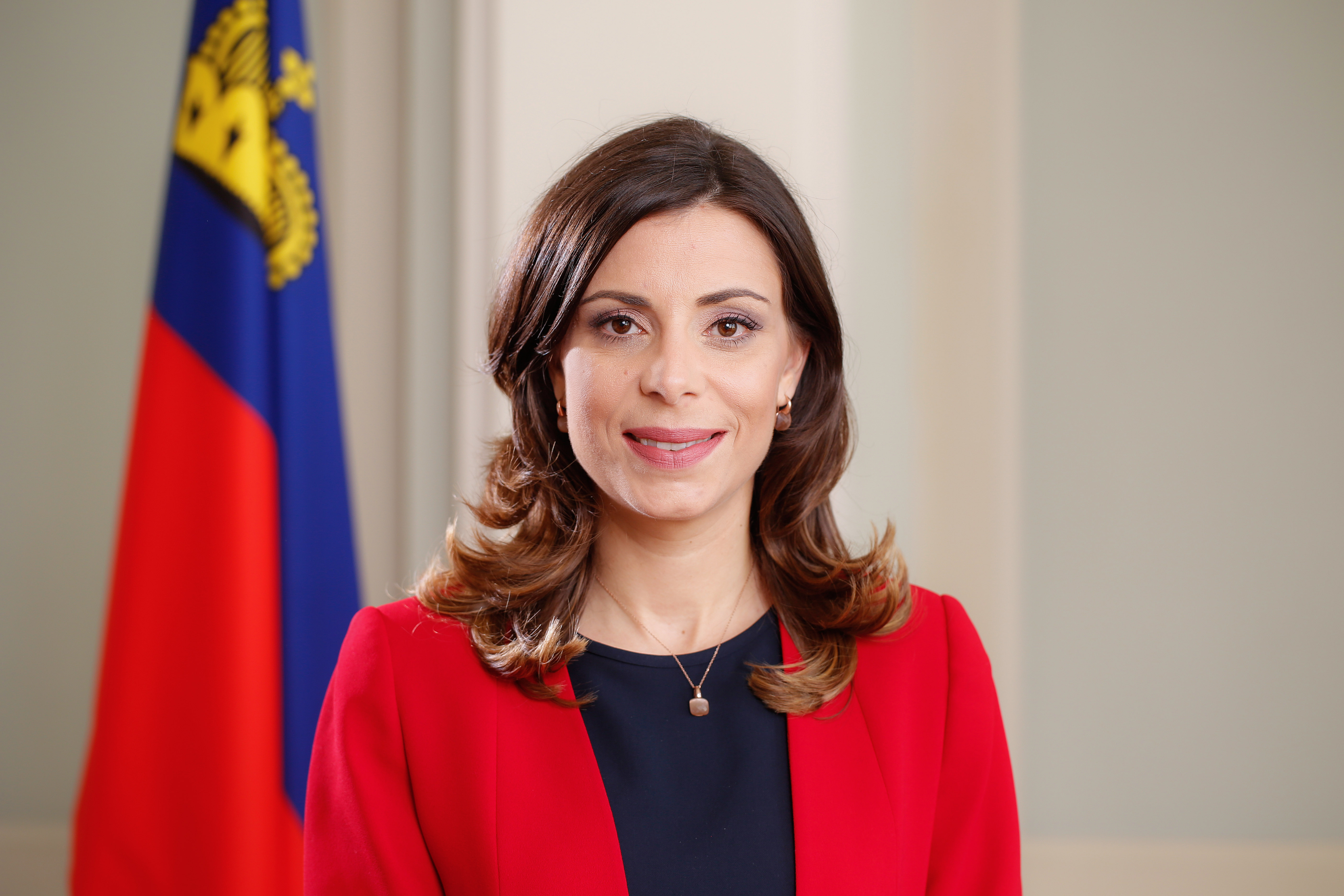
Dominique Hasler (2017)

Dominique Hasler (* 6. Oktober 1978 in Grabs als Dominique Matt; später Dominique Gantenbein) ist eine liechtensteinische Politikerin (VU). Sie war von 2021 bis 2025 als Regierungsrätin mit Zuständigkeit für das Ministerium für Äusseres, Bildung und Sport Mitglied der Regierung des Fürstentums Liechtenstein.

## Ausbildung und Beruf
Hasler besuchte die Kantonsschule in Sargans im Schweizer Kanton St. Gallen, wo sie die Matura und das Lehrerseminar absolvierte. Anschliessend wurde sie im Jahr 2000 zunächst Sonderschullehrerin an der Heilpädagogischen Tagesschule Seidenbaum in Trübbach. Parallel zu ihrer Lehrtätigkeit begann sie das Studium in Special Needs Education an der Interkantonalen Hochschule für Heilpädagogik in Zürich, welches sie 2006 mit dem akademischen Grad Master of Arts abschloss. Ab 2006 war sie in der Folge als Sonderschullehrerin an der Sonderpädagogischen Tagesschule am Heilpädagogischen Zentrum in Schaan tätig und absolvierte von 2007 bis 2009 eine Ausbildung in Organisationsentwicklung und Coaching am Institut für angewandte Sozialwissenschaften in Bad Ragaz. 2008 wurde Dominique Hasler Mitglied der Direktoriums und mit der Bereichsleitung der Sonderpädagogischen Tagesschule am Heilpädagogischen Zentrum in Schaan betraut.
2010 erfolgte der berufliche Wechsel zur Liechtensteinischen Alters- und Krankenhilfe, wo sie Mitglied der Geschäftsleitung war und mit der Leitung vom Haus St. Martin in Eschen betraut wurde. Bis zu ihrer Wahl in die Regierung im Jahr 2017 war sie bei der Liechtensteinischen Alters- und Krankenhilfe als Geschäftsleitungsmitglied auch mit der Leitung der Organisationsentwicklung und Kommunikation beauftragt.
Neben ihrer beruflichen Tätigkeit war Dominique Hasler von 2010 bis 2015 auch Prüfungsexpertin an der Interkantonalen Hochschule für Heilpädagogik in Zürich sowie von 2015 bis 2017 Vorstandsmitglied der Concordia Landesvertretung Liechtenstein.

## Politischer Werdegang

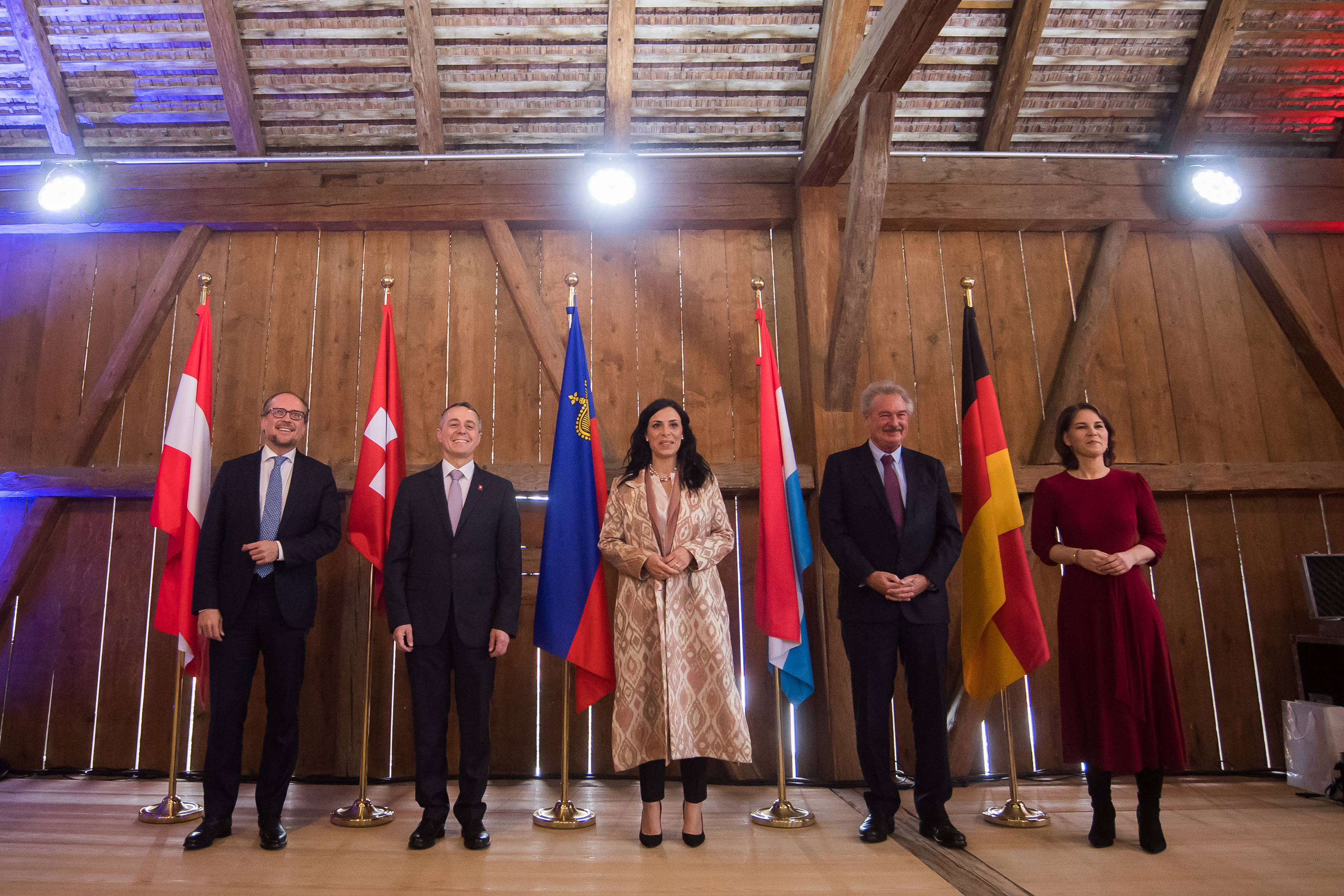
Hasler beim Treffen der deutschsprachigen Außenminister in Mauren (Liechtenstein) (April 2022)

Dominique Hasler ist seit 2016 Mitglied des Parteipräsidiums der Vaterländischen Union, einer der beiden grossen Volksparteien des Fürstentums Liechtenstein. Nach der Landtagswahl in Liechtenstein 2017 wurde sie von ihrer Partei als Regierungsrätin für die Koalitionsregierung mit der Fortschrittlichen Bürgerpartei nominiert und in weiterer Folge mit der Angelobung am 30. März 2017 als solche Regierungsmitglied. Sie leitete zunächst als Regierungsrätin das Ministerium für Inneres, Bildung und Umwelt. Mit der Regierungsneubildung nach der Landtagswahl 2021 übernahm sie die Verantwortung für das Ministerium für Äusseres, Bildung und Sport. Am 10. April 2025 schied sie aus der Regierung aus.

## Privatleben
Dominique Hasler ist seit dem 12. Oktober 2018 mit Daniel Hasler verheiratet.

## Positionen
Hasler sicherte im Zuge der COVID-19-Pandemie in Liechtenstein als zuständige Bildungsministerin zu, dass das Schuljahr 2019/20 von den Schülern nicht wiederholt werden müsse. Aufgrund der angeordneten Schulschliessungen stehe stattdessen die Digitalisierung der Schulen und ein für alle Pädagogen neuer Fernunterricht mit überfachlichen Kompetenzen im Vordergrund. In diesen schwierigen Zeiten gelte es, tägliche Herausforderungen in den Familien zu meistern, beispielsweise zu Hause helfen, den Alltag gemeinsam mit den Eltern zu strukturieren, eine Woche zu planen, aber auch soziales Miteinander auf zum Teil engen Wohnraum in schwierigen Zeiten zu gestalten, so Hasler. Als Beispiele für die durch die Corona-Krise bedingten neuen Unterrichtsformen nannte Hasler den Sportunterricht per Skype oder das Führen eines Lerntagebuchs.